# Focu
Focu románul: Focuri település és községközpont Romániában, Moldvában, Iași megyében.

## Fekvése
A megye középső részén, Jászvásártól 45 km-re északnyugatra,  a DJ282-es út közelében, Ravaszfalvától délre fekvő település.

## Története
Focu (Focuri) községközpont Iași megye középső részén.
A 2002-es népszámláláskor 4113 lakosának 81,8%-a vallotta magát románnak. A lakosság 75,02%-a görögkeleti ortodoxnak, 6,82%-a pedig római katolikus volt.